# Juli Soler Lobo
Juli Soler Lobo (Terrassa, 31 de maig de 1949 - 6 de juliol de 2015) fou l'artífex amb Ferran Adrià del premiat i avui desaparegut restaurant El Bulli (Cala Montjoi, Roses).

## Biografia
Després de cursar estudis als Escolapis i titular-se en Comerç de Cultura Pràctica a Terrassa, va entrar molt jove al món de la restauració de la mà de Miquel Ristol, qui l'any 1962 el va fer entrar per treballar com a ajudant de cambrer al Gran Casino de Terrassa. L'any 1963 va sortir per primer cop a treballar fóra de la seva ciutat, concretament a Puigcerdà, per fer d'ajudant de bàrman al Chalet del Golf. Finalment, amb 14 anys arriba al restaurant Reno de Barcelona.
Després d'un any, va tornar amb els seus pares per ajudar-los a portar un restaurant de menús a Rubí i, finalment, va optar per dedicar-se a la seva gran passió: la música. Durant més d'una dècada va dirigir dues discoteques i la botiga de discos Transformer. El seu pare, maître d'hotel d'un petit balneari, li va inculcar la passió pel servei i la importància de la relació amb els clients.
El 1980 va tornar a canviar de professió. Marquetta i Hans Schilling, li van proposar dirigir la Hacienda El Bulli, el seu establiment de Cala Montjoi. Juli Soler va acceptar i, abans de res, va dedicar un any a visitar restaurants i xefs de tot Europa per aprendre a dur a terme la seva nova feina. Va ampliar també els seus coneixements sobre vins. El nom Hacienda El Bulli li va canviar el mateix Soler pel de Restaurant El Bulli, com ell mateix va explicar, perquè Hacienda no li havia agradat mai.
Al costat del xef Ferran Adrià, amb qui es va associar l'any 1990 al capdavant de El Bulli, van portar el restaurant a ser conegut a tot el món. El 31 de juliol del 2011 El Bulli va tancar les portes i, des de llavors, Juli Soler ha treballat a la Bulli Foundation, feina que ha hagut de deixar el mes d'octubre de 2012 a causa d'una malaltia degenerativa, fet que va fer saber la seva família i la mateixa Bulli Foundation a través d'un comunicat el dia 19 d'octubre del mateix any.
El juny del 2015 el jurat dels Premis Nacionals de Gastronomia li varen concedir el guardó Tota una vida.